# Can Crispins
Can Crispins es un jaciment arqueològic situat al municipi de Llagostera (Gironès), declarat Bé cultural d'interès local.
Abraça des del Paleolític superior fins al Neolític.

## Descripció
Can Crispins és troba a la transició entre el massís de Cadiretes i la plana de Llagostera, a la carretera GE P. 6821, a 6 km de Llagostera, en els camps de la masia de Can Crispins.
La conformació del subsòl és fonamentalment de granits i pissarres molt àcides que han afectat negativament els materials arqueològics, especialment els ceràmica i os (i patinant totalment la indústria lítica), ja que aquests elements condicionen el relleu i faciliten l'erosió. Va ser descobert l'any 1964 i prospectat reiteradament per N. Sánchez, L. Esteve (Museu de Sant Feliu de Guíxols) i pel Centre d'Estudis de Llagostera. Els materials provenen dels camps que envolten la masia de Can Crispins, mentre que els boscos de la zona no han pogut ser prospectats.
La major densitat de material es localitza al camp més alt i gran que hi ha immediatament darrere de la casa. El material arqueològic que s'hi troba és indústria lítica i ceràmica. El conjunt lític consta de 2.348 peces, la majoria de les quals no han estat retocades. La matèria primera dominant és el sílex (96%), la resta és quars, cristall de roca, quarsita i pòrfir. El 2% del total són útils de tipus primari, mentre la resta són des d'ascles o làmines a pics, boles polièdriques o nuclis. Pel que fa a la ceràmica, l'escadussera feta a mà que apareix podria refusar la hipòtesi que defensa que es tracta d'una intrusió provinent dels vessants propers, ja que podria estar relacionada amb les destrals polimedes i els molins barquiformes. D'aquesta manera, podria considerar-se com a hàbitats a l'aire lliure de diferents cronologies del Paleolític superior, Neolític final i edat del bronze. Tot i això, la ceràmica està molt alterada i la majoria és moderna, així que no pot ser utilitzada com a indicador cronològic prou fiable.